# 蓝垂花棘豆
蓝垂花棘豆（学名：Oxytropis penduliflora），为豆科棘豆属下的一个种。